# Bitwa morska pod Diu
Bitwa morska pod Diu – starcie zbrojne, które miało miejsce 3 lutego 1509 w porcie Diu u zachodniego wybrzeża Półwyspu Indyjskiego (na północ od Bombaju) pomiędzy eskadrą portugalską i egipską, zakończone zwycięstwem Portugalczyków.
Po porażce w bitwie pod Dżaul, w której śmierć poniósł syn portugalskiego wicekróla Lourenço de Almeida, wicekról Francisco de Almeida zdecydował podjąć ekspedycję w celu zniszczenia floty, wysłanej przez sułtana egipskiego w celu wsparcia muzułmańskiego władcy Gujaratu Mahmuda Begara. Flota portugalska wyruszyła w grudniu 1508 z Cochim na południu Półwyspu Indyjskiego. Flota portugalska składała się jedynie z 18 okrętów: 5 dużych i 4 małych karak (nau), 6 karawel i 3 mniejszych okrętów. Okrętem flagowym wicekróla był „Flor do Mar”. Na ich pokładach znajdowało się ok. 1900 ludzi. W drodze wzdłuż wybrzeża na północ, 30 grudnia Portugalczycy zdobyli i spalili port Dabul, ponosząc minimalne straty własne.
Po drugiej stronie były połączone siły sułtana egipskiego, w skład których wchodzili też Turcy, sułtana Gujaratu, oraz słabszy kontyngent władcy Kalikatu. W ich skład wchodziło ok. 100 okrętów, lecz jedynie 12 były to większe jednostki, a resztę stanowiły małe okręty. Uzbrojone były ponadto w działa o mniejszym wagomiarze, a ich załogi były słabiej wyszkolone. Dowódcą eskadry sprzymierzonych był emir Husajn al Kurdi (znany też jako Mir-Hocem), dowódcą garnizonu Diu był Meliqueaz (siły sprzymierzone nazywane też są czasami ogólnie „Turkami”).
Eskadra portugalska przybyła pod Diu 2 lutego 1509 po południu. Tego dnia doszło do krótkotrwałej walki artyleryjskiej okrętów, która nie przyniosła efektów. Następnego dnia 3 lutego, ok. godziny 11 portugalska eskadra podniosła kotwice i z przypływem ruszyła przez płytki kanał portowy do portu Diu, pomimo ognia prowadzonego z fortu przy wejściu. Jako pierwsza płynęła karaka „Espírito Santo” kapitana Nuno Vaz Pereira. Najsilniejsze jednostki sprzymierzonych były rozmieszczone po lewej stronie kanału. „Espírito Santo” jedną salwą zdołał zatopić egipską karakę, po czym doszło do sczepienia się z wrogimi okrętami i walki na ich pokładach (abordażu).
Wchodzące kolejno do portu portugalskie okręty przyłączały się do walki, angażując w walce artyleryjskiej na najbliższe odległości i abordażując największe z okrętów sprzymierzonych. Dzięki prowadzeniu walki w stosunkowo wąskim kanale portowym, sprzymierzeni nie mogli wykorzystać przewagi liczebnej mniejszych okrętów, które musiały być stłoczone w głębi kanału portowego na niewielkiej szerokości. Walkę artyleryjską z mniejszymi okrętami wziął na siebie przede wszystkim flagowy „Flor do Mar”, który nie uczestnicząc w abordażu głównych okrętów, wszedł najdalej do kanału portowego, stanowiąc zaporę dla okrętów sprzymierzonych znajdujących się w głębi kanału.
Bitwa zakończyła się miażdżącym zwycięstwem Portugalczyków. Nie tracąc żadnego okrętu, zatopili 2 egipskie galeony, 2 egipskie i 2 gudżerackie karaki, zdobyli dalsze 2 egipskie i 2 gudżerackie karaki oraz 2 galery i zatopili kilka mniejszych okrętów, zdobywając wiele z nich. Portugalczycy stracili jedynie 32 zabitych, w tym kapitanów okrętów „Nuno Vaz Pereira” i „Pêro Cão”, ponad 300 ludzi odniosło rany. Ponad 3000 Turków i sprzymierzeńców poniosło śmierć, wielu odniosło rany lub trafiło do niewoli. Mir-Hocem zbiegł z portu mniejszym okrętem.
Wieczorem, główne siły portugalskie wycofały się z portu. Następnego ranka Meliqueaz poddał flotę i miasto, zwalniając przy tym jeńców portugalskich wziętych pod Dżaul. Francisco de Almeida z kolei kazał zabić większość wziętych do niewoli Turków. Na skutek bitwy, Portugalczycy uzyskali całkowite panowanie na morzu wokół Indii, wypierając Egipcjan z handlu z Indiami. Dalszą konsekwencją było ułatwienie podboju części Indii przez Portugalczyków od 1510 i utworzenia Indii Portugalskich.